# Mick Foley
Michael Francis "Mick" Foley, Sr., född 7 juni 1965 i Bloomington, Indiana, är en amerikansk professionell fribrottare och författare, mest känd från sin tid i WWE. Han är känd för tre distinkta alter egon, Cactus Jack, Mankind och Dude Love. Foleys många våldsamma matcher, där han konstant lät sig utsättas för mycket våldsamma fall har gett honom smeknamnet The Hardcore Legend.

## Karriär
Foley hade sin professionella debut 1983, och brottades som Cactus Jack under 1980-talet och början av 1990-talet. Under denna tiden brottades han främst för WCW, och blev ökänd för sina ofta mycket våldsamma matcher. Dessa ledde inte sällan till mer eller mindre allvarliga personskador. Under en uppmärksammad fejd med Vader mottog Foley en powerbomb på betonggolvet utanför ringen. Foley fick en allvarlig hjärnskakning och blev tillfälligt förlamad från midjan och nedåt, vilket ledde till en lång frånvaro från TV. En returmatch, inbokad flera månader efter den allvarliga skadan ledde delvis, enligt Foleys självbiografi, till hans beslut att lämna WCW, då han ansåg att kommentatorerna och federationen misslyckades med att framhäva matchens signifikans. Under matchen lät Foley sig bli utsatt för ytterligare en powerbomb på betonggolvet, en referens till den skada som höll honom från ringen i flera månader. 
Efter detta gick Foley över till ECW och gick en rad ökända matcher i Japan, där han bland annat vann IWA King of the Deathmatch-turneringen 1995, genom att besegra Terry Funk i finalmatchen.
1996 anställdes han av WWE (då kallat WWF). Ägaren Vince McMahon ville först ta in honom under namnet Mason the Mutilator, ett namn som Foley inte trodde skulle kunna bli populärt bland fansen. Tillsammans med McMahon utvecklade de istället karaktären Mankind, en maskerad och olycklig man som under sin barndomstid var ett musikaliskt geni. Enligt handlingen så hade hans föräldrar låst in honom och misshandlat honom för minsta fel, vilket i vuxen ålder hade gjort honom till en inåtvänd och rubbad person.

## Hell in a Cell-matchen
I WWE var Foley inblandad i ofta mycket våldsamma fejder med bland annat Triple H och The Rock. Hans mest ökända match, som spelade en vital roll i Foleys karriär, utspelade sig under fribrottningsgalan King of the Ring 1998, i vilken han mötte The Undertaker i en Hell in a Cell-match (i vilken ringen omgärdas av en enorm stålbur, komplett med stålnäts-tak). Under planeringen av matchen rådfrågade Foley sin mentor Terry Funk hur han skulle kunna utveckla konceptet, varvid han gavs idén att börja matchen på taket till buren. Undertaker gick slutligen med på idén, och bara någon minut in i matchen så kastades Foley av buren, och landade på de spanska kommentatorernas bord, ett fall på uppskattningsvis 4,5-5 meter. Den hårda landningen gjorde att Foleys axel hoppade ur led, och ledde till ett smärre avbrott i matchen medan sjukvårdspersonal började skjutsa ut Foley på en bår. Efter att ha kvicknat till återvände Foley, nu utan sin mask, och lyckades klättra tillbaka upp på burtaket. Efter en andra kort strid på taket utförde Undertaker en av sina signatur-manövrar, en chokeslam på Foley, varvid taket gav vika. En stålstol som Foley ursprungligen hade tagit med upp för att använda som vapen följde med i fallet och träffade en tand så illa att den trängde upp genom gommen och ut genom ena näsborren.
I intervjuer efter matchen har Foley själv sagt att han inte har en klar minnesbild av resten av matchen, på grund av hjärnskakningen från det andra fallet. Trots detta fortsatte han matchen, i vilken han senare blev slängd två gånger på en hög med nubb, innan han slutligen förlorade matchen på fall.